# Істок (Калінінградська область)
Істок (рос. Исток) — селище Славського району, Калінінградської області Росії. Входить до складу Тимірязевського сільського поселення.
Населення —  17 осіб (2015 рік). 

## Населення
| 2002 | 2010 |
| ---- | ---- |
| 17   | →17  |